# Aplocera conjuncta
Aplocera conjuncta är en fjärilsart som beskrevs av Krausse 1812. Aplocera conjuncta ingår i släktet Aplocera och familjen mätare. Inga underarter finns listade i Catalogue of Life.